# 汉斯·韦特斯特伦
汉斯·韦特斯特伦（瑞典語：Hans Wetterström，1923年12月11日—1980年11月17日），瑞典男子皮划艇运动员。他曾代表瑞典参加1948年、1952年和1956年夏季奥林匹克运动会皮划艇比赛，共获得一枚金牌和一枚银牌。